# Масерија Руђери (Беневенто)
Масерија Руђери је насеље у Италији у округу Беневенто, региону Кампанија.
Према процени из 2011. у насељу је живело 265 становника. Насеље се налази на надморској висини од 262 м.